# Feel Me Flow
A Feel Me Flow az amerikai Naughty by Nature hiphopcsapat 1995-ben megjelent kislemeze a 4. Poverty's Paradise albumról. A dal a Billboard Hot 100-as lista 17. helyéig jutott, valamint a Hot Rap Singles lista 3. helyén landolt. A videóklipben Treach is szerepet kapott, valamint Eminem is látható a videóban. A dalt a Rolling Stone magazin a 90-es évek egyik legmenőbb dalának titulálta.

## Tracklista

### CD Single
1. "Feel Me Flow" (Original Mix)
2. "Hang Out and Hustle" (Original Mix)
3. "Feel Me Flow" (E-A-Ski Remix)
4. "Feel Me Flow" (Original Instrumental)
5. "Hang Out and Hustle" (Original Instrumental)

### 12" U.K. Limitált kiadás
1. "Craziest" (Raw Party Version)
2. "Craziest" (Crazy C Remix - Street Version)
3. "Craziest" (Crazy C Remix - Instrumental Radio)
4. "Holdin Fort" (Remix)
5. "Craziest" (Salaam Remi Main Mix)
6. "Craziest" (Acapella)